# ماين (نهر)

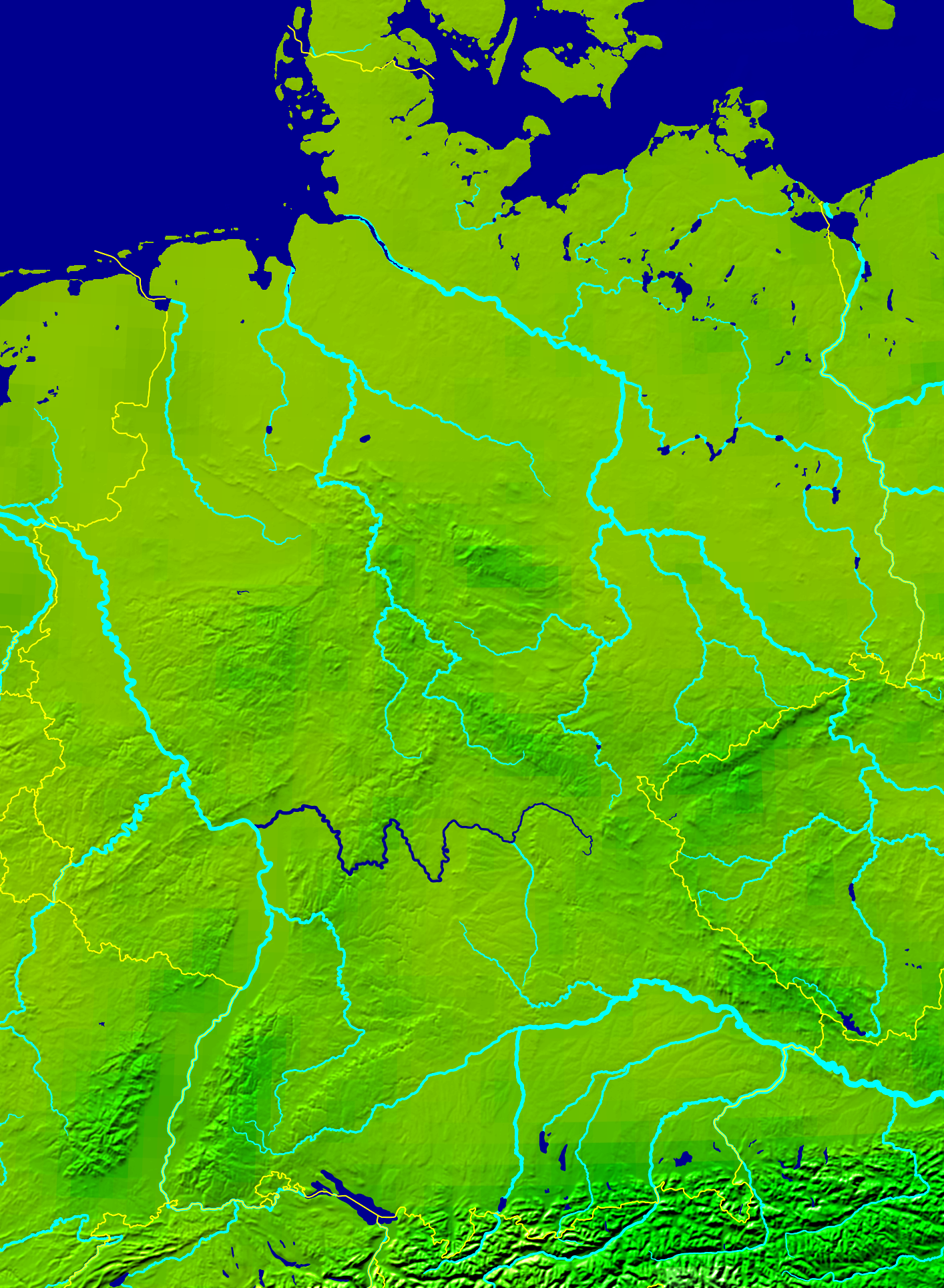
خريطة توضيحية لموقع نهر ماين في ألمانيا

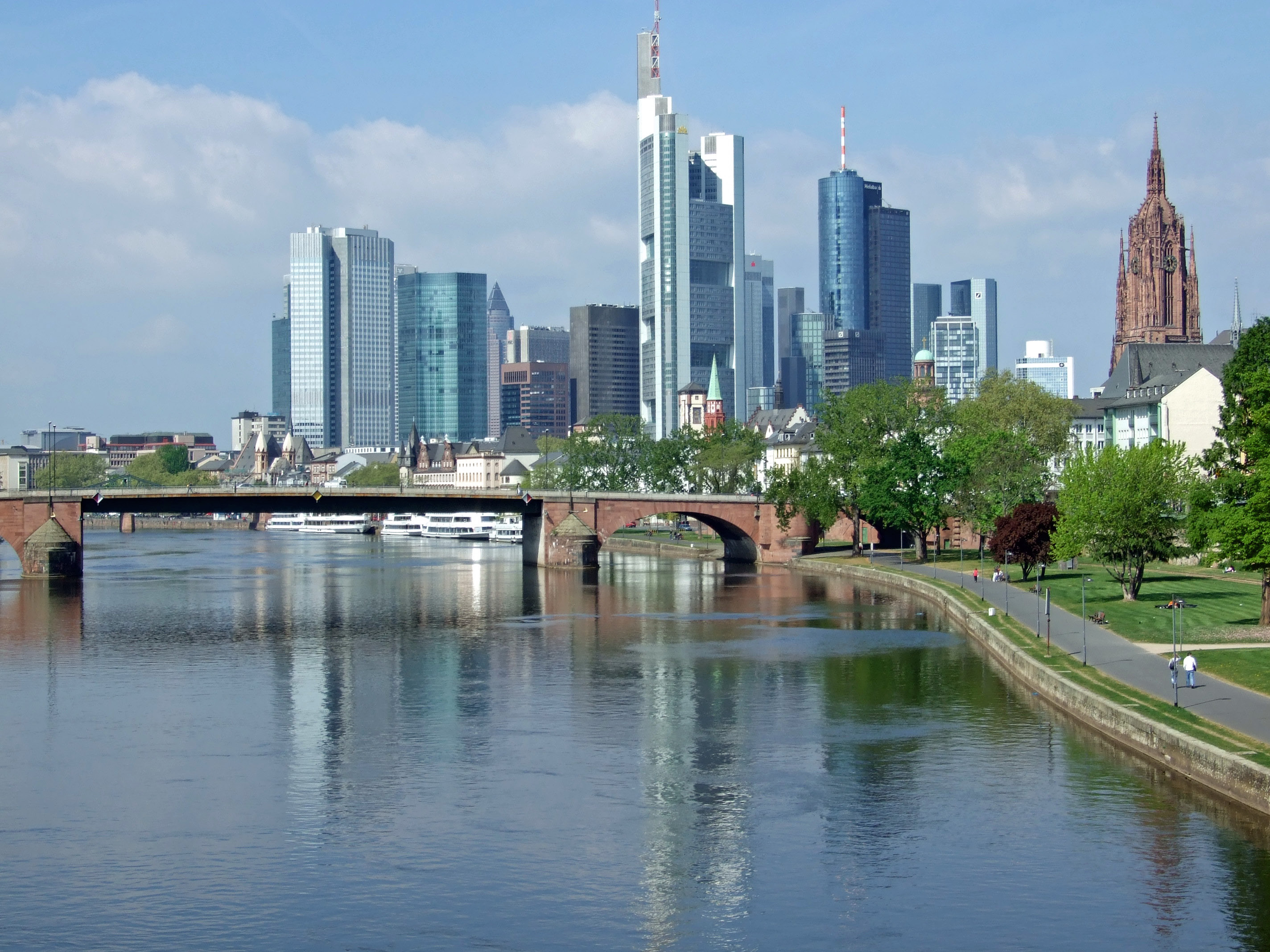
نهر الماين في فرانكفورت

ماين (بالألمانية: der Fluss Main) أو موين كما أسماه الإدريسي، هو نهر يقع في ألمانيا طوله 527 كم (لو أضيف له الماين الأبيض 574 كم (357 ميل)، ويعتبر أطول روافد نهر الراين اليمنى. للنهر فرعان هما: الماين الأبيض والأحمر، ينبع الماين الأبيض من مرتفعات فيشتل (Fichtelgebirge)، فيما ينبع ماين الأحمر من فرينكشين ألب. يلتقي الفرعان معا في مدينة كولمباخ ليشكلا نهر الماين الذي يتابع مسيره غرباً حتى المصب في الراين قريباً من مدينة ماينز الألمانية. يمر خلال الولايات بافاريا وبادن-فورتمبيرغ وهسن. يعتبر نهر الماين أحد أهم الممرات المائية التابعة للجمهورية الألمانية الاتحادية (Bundesrepublik Deutschland).
بالرغم من أن طول نهر الماين قصير نسبيًا، إلا أن للنهر مكانة تاريخية وجغرافية رفيعة. بالعصور القديمة كان المسار السفلي للنهر قرب بلدة ملتنبرغ هو الحدود الخارجية لمقاطعة جرمانيا العليا التابعة للمملكة الرومانية. في القرن التاسع عشر، فصل الخط نهر الماين مناطق نفوذ القوتين العظميين الألمانيتين النمسا وبروسيا داخل الاتحاد الألماني بمقره في فرانكفورت الواقعة مباشرة على الماين. نهر الماين يمر خلال ثلاث ولايات ألمانية: هيسن، بايرن وبادن- فورتمبيرغ، كما انه يقسم ألمانيا إلى جزئين شمالي وجنوبي، ليس هذا فقط، انما تعد منطقة الراين- الماين من حيث جغرافيا حركة المرور القلب النابض لكل من ألمانيا وأوروبا على حد سواء.

## التسمية
للاسم أصل كلتي/قلطي حيث أطلق الكلت على النهر اسم (موي Moin، موغن Mogin). عندما جاء الرومان إلى المنطقة اعطوا الاسم طابع رومانيا فاصح (موينوس Moenus). يوجد العديد من التفسيرات المختلفة حول اصل الأسم، يربط البعض اسم النهر بالكلمة الهندو اوروبية mei والتي تعني ماء، بينما يرى البعض ان الاسم يعني الجدار أو السياج. في العصور الوسطى أطلق السكان المحليون على النهر اسم (موين Moyn، مويني Moyne) وظهر اسم Meyn لأول مرة في القرن الرابع عشر.
في الهجات المحكية الخاصة بالمناطق الواقعة على نهر الماين تم إطلاق الأسماء التالية على النهر:
- Maa في فرانكفونيا العليا
- Mee في شرق فرانكفونيا السفلى
- Moa في فيرتهايم، ملتنبرغ وأشافنبورغ
- Mää في أشافنبورغ وماين سبيسارت
- Maa في زيلينغنشتات وفرانكفورت

## الجغرافيا
يتدفق نهر الماين من الشرق إلى الغرب عبر فرانكونيا العليا، فرانكونيا السفلى، جنوب هسن، ويعبر مدن بايرويت الواقعة على الماين الأحمر، كولمباخ الواقعة على الماين الأبيض، ليشتنفيلس، شفاينفورت، فورتسبورغ، أشافنبورغ وفرانكفورت، ثم يتدفق وصولا إلى قمة الماين قرب مدينة ماينز ليصب في نهر الراين. يتدفق الماين عبر مناطق ذات كثافة سكانية منخفضة في القسم الفرانكوني السفلي لكنه أيضا يمر عبر واحدة من أكثر المناطق كثافة سكانية، حيث ان سهل الماين السفلي كثيف بالسكان واحد أهم طرق المرور البحري في منطقة الراين-ماين.

## الطبيعة والبيئة

### جودة المياه
حتى القرن العشرين، كان نهر الماين أحد الأنهار التي يوجد بها أكبر عدد من الأسماك في أوروبا الوسطى. مع زيادة التصنيع والنمو السكاني، تدهورت جودة المياه بشكل متزايد. لم يغير بناء محطة معالجة مياه الصرف الصحي في فرانكفورت والتي هي أول محطة لمعالجة مياه الصرف الصحي في ألمانيا تم تشغيلها في عام 1887 أي شيء.
بعد الحرب العالمية الثانية، كان لابد من منع السباحة في النهر تدريجياً. منذ الستينيات، ازداد معدل نفوق الأسماك، وفي السبعينيات كانت جودة المياه في الحوض الرئيسي السفلي في تصنيف جودة المياه III-IV أو IV (حالة سيئة). تم الوصول إلى ذروة تلوث منطقة الماين السفلية في صيف عام 1976. في ذلك الوقت، أثارت تجربة أجراها طلاب إحدى المدارس في فرانكفورت ضجة كبيرة. حيث قامت المجموعة بوضع عدد من الأسماك الذهبية في عينات المياه التي اُخذت من مناطق مختلفة من النهر في ارجاء المدينة. السمكة التي تم ملء حوضها بمياه النهر التي في منطقة هوخست ماتت اثناء التجربة.
أدى توسيع وإنشاء محطات معالجة مياه الصرف الصحي والصناعي بالإضافة إلى تحسين عمليات التخلص من الملوثات في المصانع إلى تحسين جودة المياه تدريجياً مرة أخرى. وفقًا للتقرير عام 2010 حول جودة المياه البيولوجية لمياه النهر المتدفقة في ولاية هيسن، تتوافق جودة المياه في نهر الماين مع فئة الجودة ا II (حالة جيدة). يرجع تلوث المياه المتبقي بشكل كبير إلى الجريان السطحي، على سبيل المثال جرف الملوثات بواسطة الأمطار بعد الهطول الغزير، أو بسبب التلوث من الزراعة. ومع ذلك، لا يزال من غير المستحسن السباحة في نهر الماين، حيث لا يمكن استبعاد التلوث الجرثومي. وفقًا لتوصيات HMUKLV ، فإن الأنهار بشكل عام غير مناسبة كمياه للسباحة.

### الحيوانات والنباتات
في القرن التاسع عشر، كان نهر الماين لا يزال أحد أكثر المسطحات المائية ثراءً بالاسماك في ألمانيا. كانت نقابات الصيد موجودة في العديد من الأماكن منذ العصور الوسطى وفي فرانكفورت منذ العام 945. أدى التحكم في مستويات النهر، إلى جانب التغييرات في هيكل المياه لملائمة متطلبات الشحن البحري بالإضافة إلى تلوث المياه المذكورسابقا، إلى انخفاض حاد في الثروة السمكية. بعد توقف الصيد التجاري بدأت نسبة الأسماك في النهر بالإرتفاع، لكن هنالك العديد من الأنواع التي باتت مهددة بالإنقراض. بالرغم من كل ما سبق إلا ان نهر الماين مليء بمختلف أنواع الأسماك كالدينيس، الباربل، الشبوط وحتى السلمون.

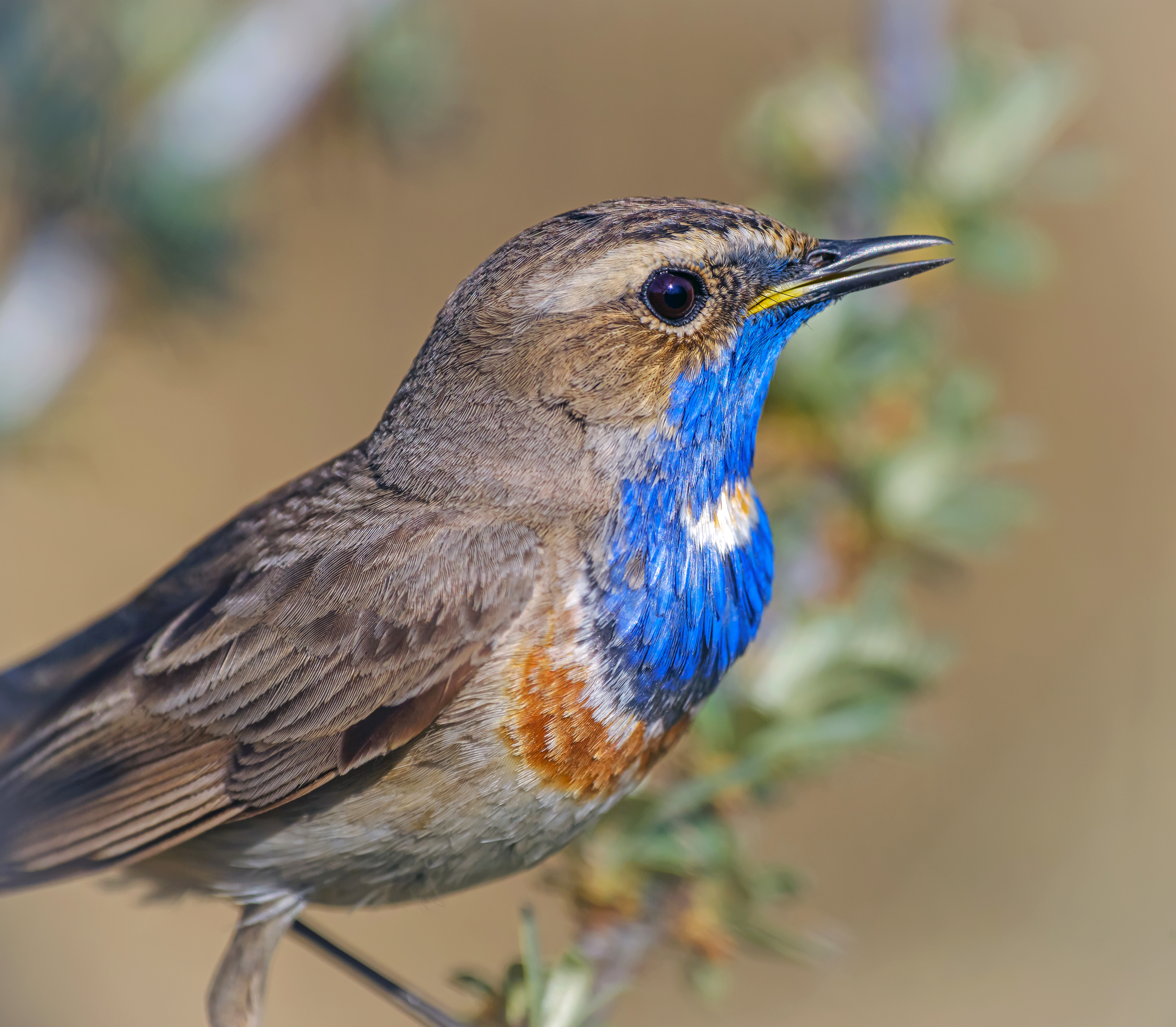
هزاز أزرق الزور

منذ افتتاح قناة الدانوب الرئيسية في عام 1992، هاجر حوالي 20 نوعًا من الأسماك من منطقة الدانوب إلى نهر الماين، بما في ذلك قوبيون توبماوث، قوبيون توبينوز، سمك المطوقة، سمك فيمبا وغيرها. تعتبر السهول الفيضية في الحوض العلوي للنهر موطنًا للحيوانات النادرة مثل الرفراف، الزقزاق صغير الحلق، الهزار أزرق الزور، مرزة المستنقعات الغربية وحشرة الرعاشية.

## معرض صور

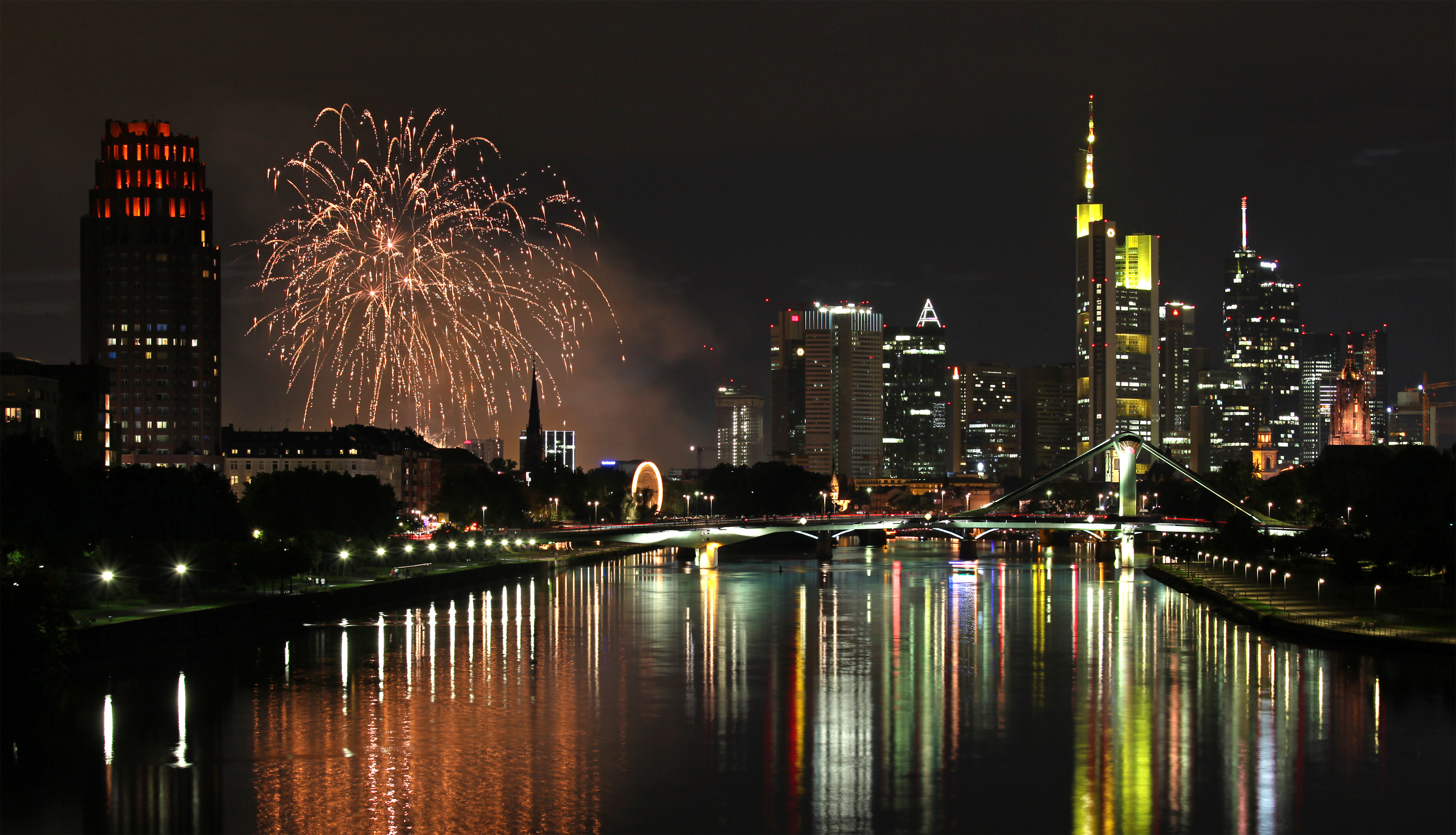
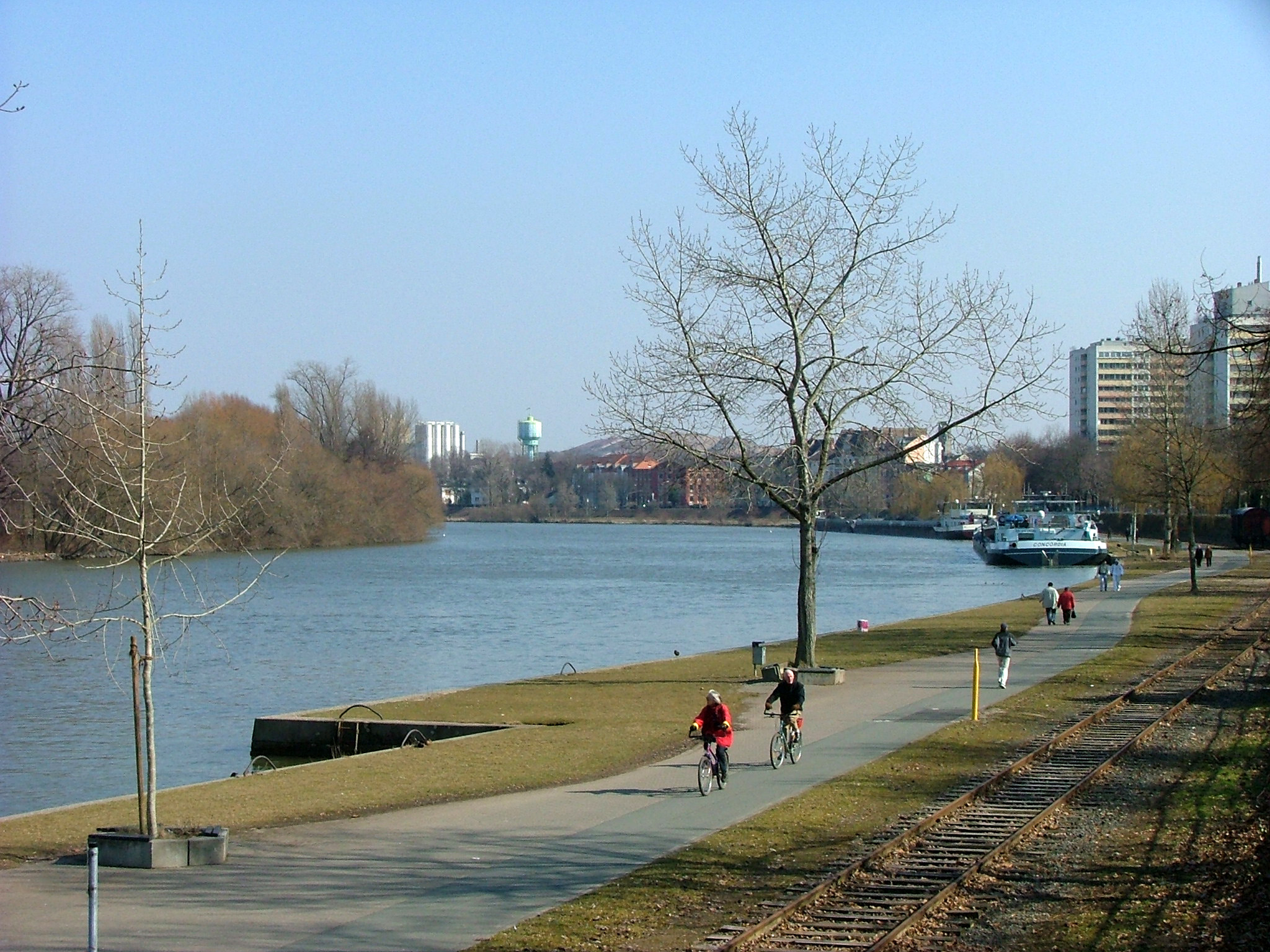
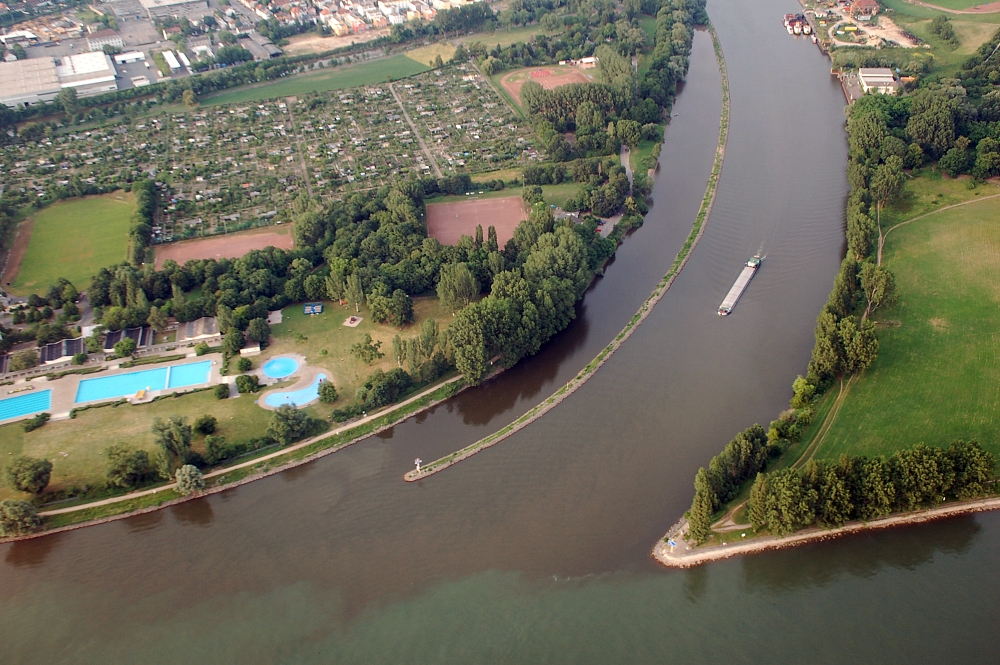